# Dianne Balestrat
Dianne Lee Fromholtz Balestrat (Albury, 10 agosto 1956) è un'ex tennista australiana.

## Biografia
Durante la sua carriera giunse in finale nel singolare all'Australian Open nel 1977 edizione di gennaio perdendo contro Kerry Ann Reid in due set (7-5, 6-2).
Agli Open di Francia goiunse due volte in semifinale, consecutivamente prima nel 1979 e poi nel 1980 dove venne battuta da Virginia Ruzici. Agli US Open del 1976 giunse in semifinale perdendo contro Evonne Goolagong.
Nel doppio vinse l'edizione australiana del 1977 esibendosi con Helen Gourlay Cawley vinsero Betsy Nagelsen e Kerry Ann Reid per 5-7, 6-1, 7-5.  All'Open di Francia del 1979 giunse in semifinale con Marise Kruger, sempre con lei giunse ai quarti di finale nello stesso anno a Wimbledon e nell'US Open.